# Pichincha (kanton)
Pichincha – kanton w prowincji Manabí w Ekwadorze. Jego stolicą jest miasto Pichincha. W 2010 roku populacja wynosiła 30 244.

## Demografia
Grupy etniczne zamieszkujące kanton Pichincha w 2010 roku:
- Montubio 57,8%
- Metysi 38,1%
- Afro-Ekwadorczycy 2,1%
- Biali 1,7%
- Rdzenna ludność indiańska 0,1%
- Inni 0,1%